# Пожар в Мекке (2002)
В пожаре в школе для девочек в Мекке 11 марта 2002 года погибло 15 человек, все — молодые девушки. Сообщалось, что исламская религиозная полиция мешала ученицам покидать горящее здание и мешала спасателям выводить девушек, так как ученицы не носили предписанную исламскими обычаями одежду. Как сказал исполнительный директор отдела прав человека на Ближнем Востоке и в Северной Африке Ханни Мегалли, «женщины и девушки могли бы не погибнуть, если бы не радикальные интерпретации исламского дресс-кода. Виновными следует считать власти страны, они несут прямую и непрямую ответственность за эту трагедию».

## Пожар
Согласно сообщениям саудовской прессы, пожар в средней школе № 31 в Мекке начался около 8 часов утра в комнате на верхнем этаже, предположительно, из-за непотушенной сигареты.
В результате пожара погибли 15 девушек и более 50 получили ранения. Девять из погибших были подданными Саудовской Аравии, а остальные — приезжими из Чада, Египта, Гвинеи, Нигера и Нигерии. Большинство смертей произошло из-за обрушения лестницы, по которой девушки покидали здание.
Здание, в котором размещалась школа, было переполнено — в нём находилось 800 учащихся. Кроме того, в здании, возможно, не было надлежащих средств пожарной безопасности, таких как пожарные лестницы и аварийные сигнализации.
Согласно по крайней мере двум сообщениям, члены комитета по поощрению добродетели и удержанию от порока (а именно шариатская гвардия) не позволяли девочкам спасаться от огня, потому что они «не были должным образом одеты», а члены комитета не хотели физического контакта между девочками и силами гражданской обороны из-за боязни сексуального влечения. Сообщалось, что либо девочки были заперты полицией, либо их заставили вернуться в здание.
Гражданская оборона заявила, что огонь погас до того, как они прибыли на место происшествия. Сотрудники комитета, по-видимому, были против того, чтобы сотрудники гражданской обороны проникали в здание.
Шариатская гвардия отрицала обвинения в избиении девушек или блокировке ворот, но произошедшие события и показания свидетелей были напечатаны в таком виде в саудовских газетах, таких как «Саудовская газета» и «Аль-Иктисаддия». В результате появилось немного публичной критики в адрес шариатской гвардии. Критике также подвергся Генеральный совет по образованию девочек, который руководит школами для девочек в Саудовской Аравии.

## Расследование
Вскоре после пожара правительство Саудовской Аравии назначило расследование. Следствие проводилось под руководством Абдулы-Маджида, губернатора Мекки. Министр внутренних дел Саудовской Аравии Наиф ибн Абдул-Азиз Аль Сауд пообещал, что виновные в происшествии понесут ответственность.
В то время Наиф заявил, что ученицы погибли не в результате пожара, из-за вызванной им паники и давки. Он признал, что двое сотрудников религиозной полиции были на месте пожара для предотвращения возможного «неподобающего обращения» с девушками. По словам Наифа, они не вмешивались в усилия по спасению и прибыли только после того, как все покинули здание.
25 марта, в результате расследования выяснилось, что пожар произошёл в результате непотушенной сигареты, а религиозные образовательные органы, ответственные за школу, пренебрегли требованиями безопасности. Следствие выяснило, что сотрудники соответствующих органов проигнорировали тот факт, что переполненность школы может вызвать давку. В ходе расследования также обнаружилось, что в здании отсутствовали огнетушители и пожарная сигнализация. Ответственный за школу был уволен, а его полномочия были переданы министерству образования. В докладе отвергались утверждения о том, что шариатская гвардия помешала девочкам эвакуироваться и ещё больше усугубила ситуацию.

## Последствия
В свете общественного возмущения по поводу произошедшего, наследный принц Абдул-Маджид забрал полномочия по управлению школами для девочек у Генерального совета по образования для девочек (автономного государственного агентства, долгое время контролировавшегося консервативными священнослужителями) и передал их министерству образования, которое ранее контролировало только школы для мальчиков.
Школы для девочек впервые были созданы в Саудовской Аравии в 1960 году. В качестве компромисса с общественностью, возмущённой разрешением женского образования, такие школы были поставлены под контроль специального консервативного органа. При этом посещение школы было возможностью, но не обязанностью девочек.
Многие саудовские газеты приветствовали слияние религиозного Генерального совета со светским министерством образования, видели слияние шагом к «реформе».